# San Jacinto (Pangasinan)
San Jacinto (Bayan ng San Jacinto) är en kommun i Filippinerna. Kommunen ligger på ön Luzon, och tillhör provinsen Pangasinan. Folkmängden uppgår till 32 758 invånare.

## Barangayer
San Jacinto är indelat i 19 barangayer.
| - Awai - Bolo - Capaoay (Pob.) - Casibong - Imelda (Decrito) - Guibel - Labney - Magsaysay (Capay) - Lobong - Macayug | - Bagong Pag-asa (Poblacion East) - San Guillermo (Poblacion West) - San Jose - San Juan - San Roque - San Vicente - Santa Cruz - Santa Maria - Santo Tomas |

## Bildgalleri

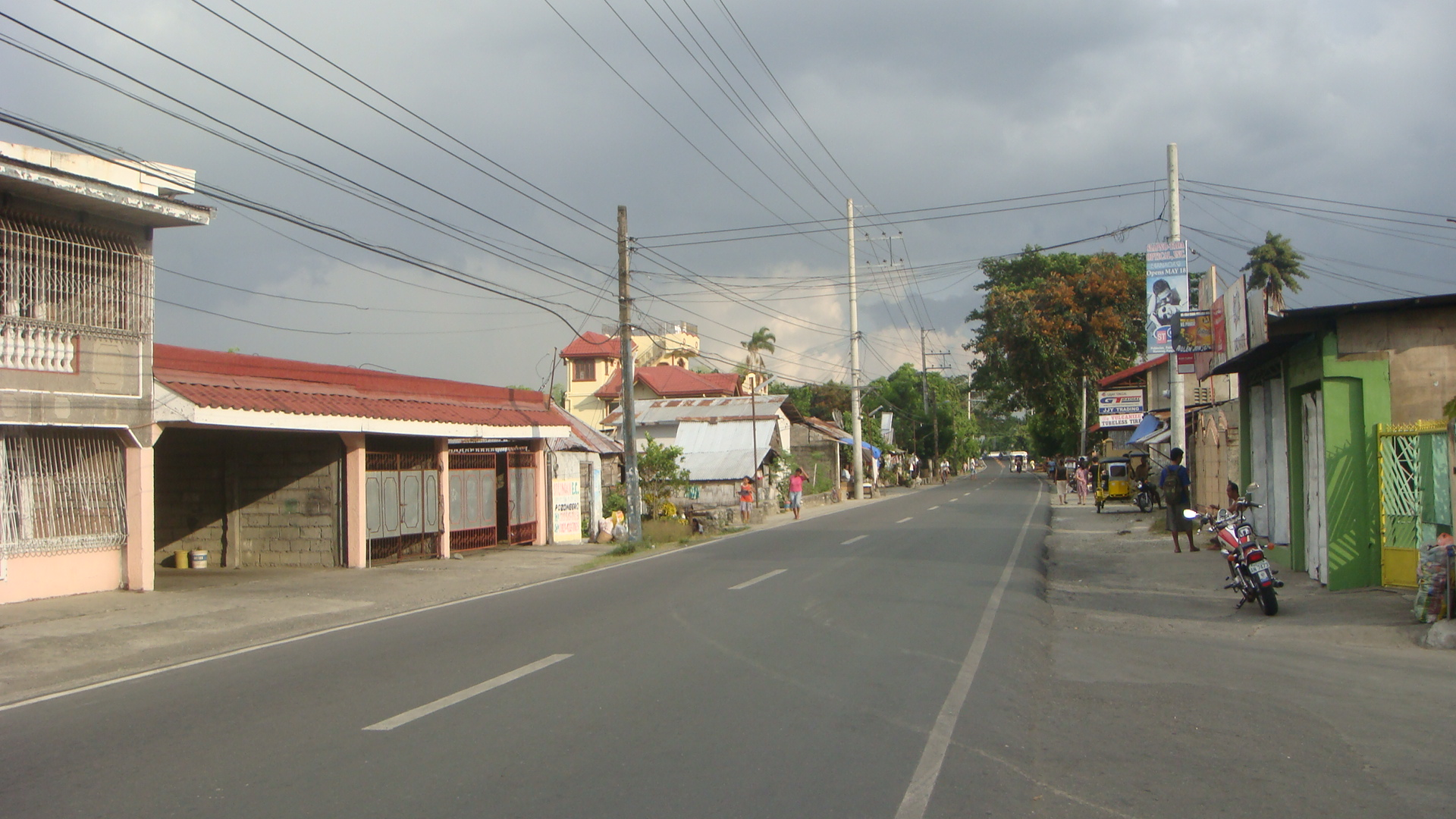
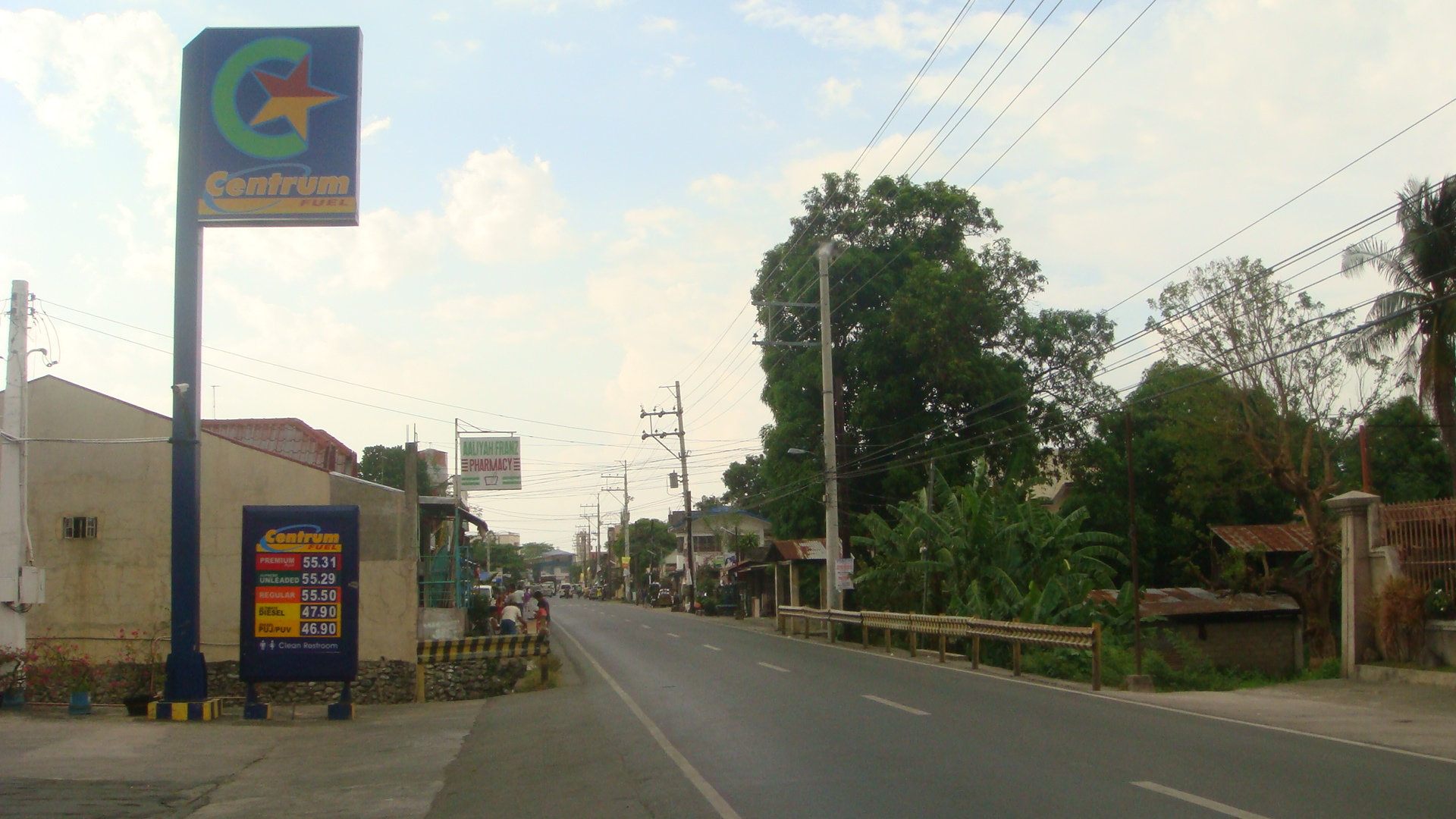
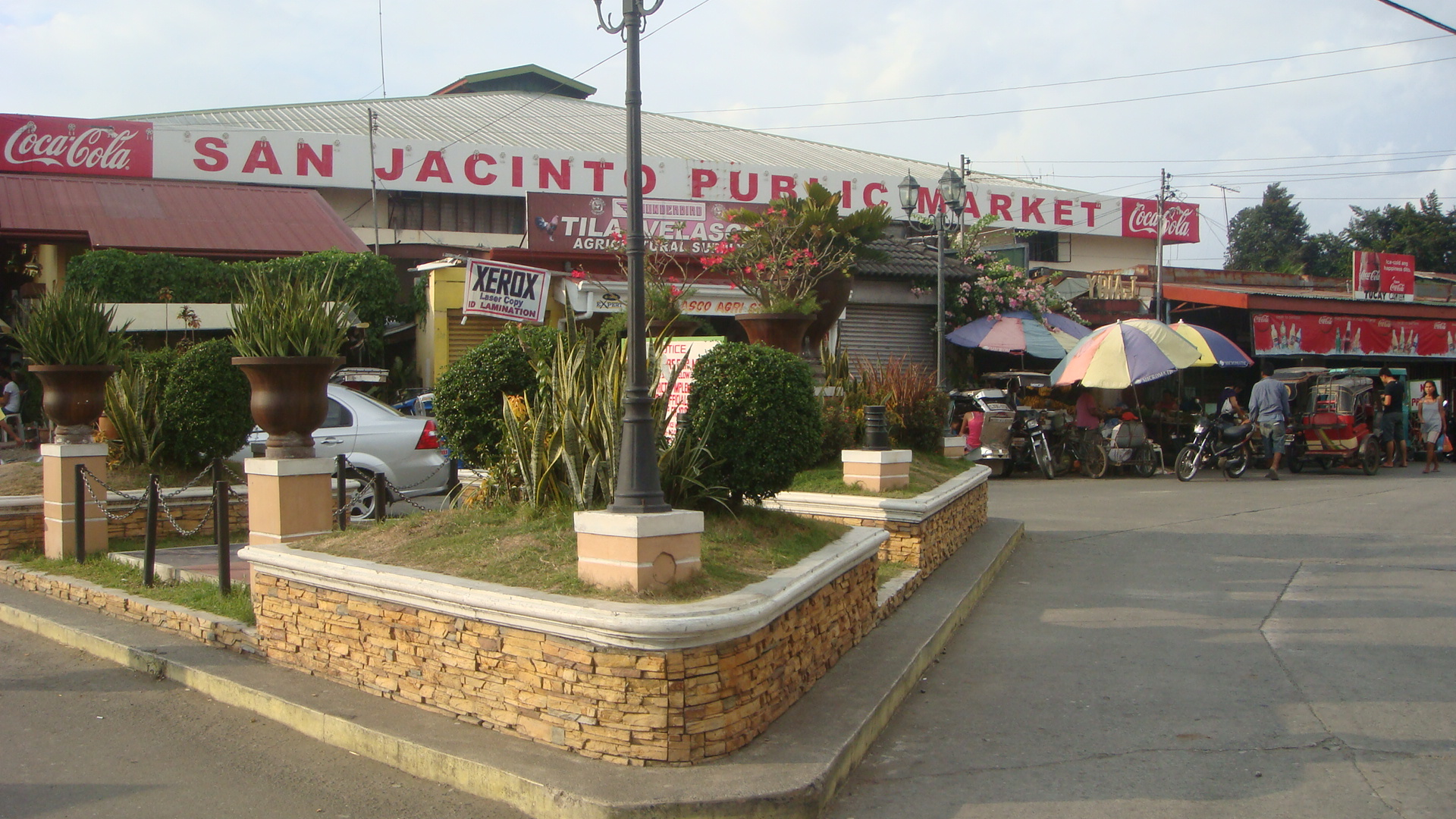